# Liste der Synagogen in Mecklenburg-Vorpommern
Die Liste der Synagogen in Mecklenburg-Vorpommern führt alle Synagogen auf, die sich auf dem Gebiet des heutigen Landes Mecklenburg-Vorpommern befinden oder befanden.
Auf dem Gebiet des heutigen Landes Mecklenburg-Vorpommern können in 42 Städten Synagogenbauten nachgewiesen werden. Von diesen sind – teils erheblich baulich verändert – noch 18 erhalten. Diese Gebäude wurden meistenteils von ihren Gemeinden bereits vor 1933 aufgegeben oder sind 1938 aufgrund der Nähe zu angrenzenden Häusern nicht oder nur unvollständig zerstört worden. Von den anderen 22 wurden einige durch die Nationalsozialisten während der Novemberpogrome 1938 zerstört.
In Rostock (2004) und Schwerin (2008) konnten neue Synagogen errichtet und feierlich geweiht werden.

## Liste

### Erhaltene Synagogen
(die Angaben wurden aus zahlreichen Internetquellen recherchiert, teilweise liegen sich widersprechende Daten vor)
| Bild | Ort           | Adresse und Geolink             | Baujahr | Nutzung                | Anmerkungen (Artikelseite) |
| ---- | ------------- | ------------------------------- | ------- | ---------------------- | --- |
|      | Boizenburg    | Kleine Wallstr. 7               | 1799    | bis 1892               | nach Neubau am 27. September 1864 neu geweiht, 1892 an die Freimaurerloge „Vesta zu den drei Türmen“ verkauft, 1934 Heimatmuseum, 1980 Musikkabinett, seit 1993 wieder Eigentum der Freimaurer |
|      | Bützow        | Mantzelstraße 10                | 1789    | bis 1920               | verkauft 1920, wenig später Auflösung der Gemeinde. (Der älteste noch erhaltene Synagogenbau in Mecklenburg-Vorpommern.)                                                                       |
|      | Crivitz       | Fritz-Reuter-Str. 13            | 1864    | bis 1918               | verkauft 1918, heute Wohnhaus |
|      | Dargun        | Schloss-Str. 58                 | 1824    | bis 1927               | verkauft 1927, Lagerhaus bis 1951, seitdem Nutzung als Baptistenkapelle und Gemeindehaus |
|      | Demmin        | Synagogenstr. 7 (ehem. Baustr.) | 1848    | bis 1938               | verkauft im Juni 1938, Teil einer Möbelfabrik, heute Wohnhaus |
|      | Goldberg      | Jungfernstr. 32                 | 1845    | bis 1917               | ab 1917 Lagernutzung, 1925 verkauft an die katholische Gemeinde, katholische Kirche |
|      | Gnoien        |                                 | 1828    |                        | |
|      | Hagenow       | Hagenstr. 48 (Hof)              | 1828    | bis 1938               | 1938 Verwüstung des Innenraums, 2004–07 saniert, heute Teil des Museums Hagenow und Kulturzentrum                                                                                              |
|      | Krakow am See | Schulplatz 1                    | 1866    | bis 1920               | geweiht am 12. Dezember 1866, 1920 verkauft, Nutzung als Turnhalle bis 1986, heute Kulturhaus                                                                                                  |
|      | Ludwigslust   | Breite Str. 28                  | 1810    | bis 1924               | nach Plänen von Johann Georg Barca, verkauft 1924, heute Wohnhaus |
|      | Neubukow      | Wollenweberstr. 4               | 1850    | bis ~1935?             | heute Wohnhaus |
|      | Plau am See   | Strandstr. 10                   | 1840    | bis 1920               | geweiht am 23. Oktober 1840, letzter Gottesdienst 1904, verkauft 1920, bis 2002 katholische Kirche, seit 2006 ungenutzt in Privatbesitz                                                        |
|      | Röbel/Müritz  | Kleine Stavenstr.               | 1831    | bis 1936               | 1936 verkauft, Nutzung als Garage und Werkstatt, 2001–03 Sanierung als Jugendbildungszentrum und Museum                                                                                        |
|      | Rostock       | Augustenstr. 20                 | 2004    | Synagoge, Gemeindehaus | |
|      | Schwaan       | Warnowstr. 7                    |         | bis 1915               | verkauft 1915, heute Wohn- und Geschäftshaus |
|      | Schwerin      | Schlachterstr. 3/5 (Hof)        | 2008    | Synagoge               | Neubau, ca. 100 Plätze, geweiht 3. Dezember 2008 |
|      | Stavenhagen   | Malchiner Str. 38 (Hof)         | um 1820 | bis 1935               | 1842 umgebaut, 10. November 1938 schwer beschädigt, 1939 zwangsverkauft, Tischlerei bis 1980, Leerstand bis 2012                                                                               |
|      | Tessin        | Mühlenstr. 10 (Hof)             |         |                        | |
|      | Warin         | Fischerstr. 45 (Hof)            |         | bis 1880               | bereits 1880 verkauft, heute Wohnhaus |

### Zerstörte Synagogen
| Bild | Ort                      | Adresse                      | Baujahr | Nutzung       | Anmerkungen |
| ---- | ------------------------ | ---------------------------- | ------- | ------------- | --- |
|      | Anklam                   | Mägdestr.                    | 1841    | bis 1938      | 15. Oktober 1841 geweiht, 10. November 1938 ausgebrannt, Lagernutzung bis Ende 1941, dann Abriss                                          |
|      | Friedland                |                              |         |               | |
|      | Gadebusch                |                              | 1806    | bis 1922      | versteigert 1922 |
|      | Grabow                   | Schulstr. 1                  |         | bis 1932      | verkauft 1932, Möbellager, 1975 abgerissen                                                                                                |
|      | Grevesmühlen             |                              | 1873    | bis 1887      | 1887 aufgegeben und verkauft |
|      | Güstrow                  | Krönchenhagen 13             | 1829    | bis 1938      | am 28. September 1829 geweiht, renoviert 1929, 10. November 1938 zerstört                                                                 |
|      | Malchin                  | Strelitzer Str.              | 1837    | bis 1925      | verkauft 1925 an die katholische Gemeinde, kriegszerstört 1945                                                                            |
|      | Malchow                  | Lange Str. 64 (Hof)          | ~1825   | bis 1935      | verkauft 1935, Ruine vom Privateigentümer 1992 abgerissen                                                                                 |
|      | Neubrandenburg           | Poststr.                     | 1877    | zerstört 1938 | |
|      | Neukalen                 |                              | 1844    | bis 1900      | geweiht am 7. August 1844, gestiftet von den Brüdern Saalfeld in Hamburg und Altona, verkauft 1900, später wegen Baufälligkeit abgerissen |
|      | Neustadt-Glewe           | Große Wallstr.               | ~1830   | bis 1887      | durch Brand 1887 zerstört, nicht wieder aufgebaut                                                                                         |
|      | Neustrelitz Strelitz Alt | Alexanderplatz               | 1763    | zerstört 1938 | erste Synagoge Mecklenburgs der Neuzeit, 1913 renoviert, 10. November 1938 zerstört, Abriss 1939                                          |
|      | Parchim                  | Rosenstr. 43                 | 1823    | zerstört 1938 | am 29. August 1823 geweiht, 10. November 1938 verwüstet, Abriss 1939                                                                      |
|      | Pasewalk                 | Marktstr. (Grabenstr. 3)     | 1834    | zerstört 1938 | am 23. Oktober 1834 geweiht, 10. November 1938 zerstört                                                                                   |
|      | Penzlin                  |                              | 1794    | zerstört 1938 | 1794 errichtet, 1883 renoviert, 10. November 1938 zerstört                                                                                |
|      | Rehna                    |                              | 1830    | bis 1883      | 1883 verkauft und abgerissen |
|      | Ribnitz-Damgarten        | Büttelstr.                   | 1803    | zerstört 1938 | nach der Pogromnacht abgerissen |
|      | Rostock                  | Augustenstr. 101             | 1902    | zerstört 1938 | nach Plänen Ludwig Levys, 14. September 1902 geweiht, mit 350 Plätzen größte Synagoge Mecklenburgs, 10. November 1938 zerstört            |
|      | Schwerin                 | Schlachterstr. 3             | 1773    | bis 1938      | 1773 erster Bau, 1819 erneuert, 1866 erweitert, 10. November 1938 zerstört                                                                |
|      | Sternberg                |                              |         |               | |
|      | Stralsund                | Langenstr. 69 (Hof)          | 1787    | zerstört 1938 | am 30. März 1787 geweiht, 1912 renoviert, 10. November 1938 zerstört                                                                      |
|      | Strasburg                |                              |         | bis 1924      | (vor) 1924 verkauft und abgerissen |
|      | Teterow                  | Gr. Knickhäger Str. 30 (Hof) | 1805    | zerstört 1938 | 10. November 1938 durch SA-Männer verwüstet, anschließend Abriss                                                                          |
|      | Ueckermünde              |                              |         |               | |
|      | Waren (Müritz)           | Kl. Wasserstr. 1             | 1797    | bis 1936      | 1797 Bethaus errichtet, 1835 Neubau, verkauft 1936, abgerissen 1954                                                                       |